# 瓦屋山水怪
瓦屋山水怪是指出没于中国四川省洪雅县瓦屋山水库的神秘生物。

## 历史
瓦屋山水库的形成源于2007年4月瓦屋山水电站的建立、蓄水，水域面积13.6平方公里、蓄水量5.84亿立方米，周边有数座村庄。瓦屋山水怪最早的目击报告可追溯至2009年10月，目击者将其描述为数米至数十米不等的巨型鱼类。有研究者认为，瓦屋山水怪是一条体型较大的鱼类或聚集的鱼群。

## 目击
2009年10月24日，瓦屋山派出所警官张勇目击一只黑色动物向大坝方向游动。
2009年10月22日，瓦屋山镇卫生院副院长何卫平与同事王杰在垂钓时目击一只约20米长的黑色动物在水库中游动。
2009年10月26日，当地居民王永芝目击一只约20米长、脊背类似鳄鱼的动物浮出水面并于数秒后下沉。
2009年10月28日，当地居民何朝林目击一只头部类似鲇鱼的浮出水面。
2009年10月30日，当地居民何绍斌、欧文菊、汪加群渡船过河时遭遇一只比船只长数倍的黑色动物。